# Myshkin
Myshkin (Мы́шкин) es una pequeña ciudad en el óblast de Yaroslavl, Rusia. Está ubicada en las coordenadas 57°47′N 38°27′E / 57.783, 38.450, en la orilla izquierda del río Volga a 100 km de Yaroslavl. Su población es de 6500 habitantes y se llaman a sí mismos myshkinitas.
El nombre de la ciudad significa literalmente ciudad del ratón. Según la leyenda local, hace siglos un príncipe, cuyo nombre no se recuerda, se detuvo una noche en el bosque y se acostó en el pasto. Durante la noche el príncipe fue despertado cuando un ratón corrió sobre su cabeza mientras atravesaba el campo. El desagradable incidente le salvó la vida, dado que una culebra acechaba en las cercanías y el príncipe hubiera podido ser mordido durante su sueño. En agradecimiento, el príncipe ordenó construir una capilla en ese lugar.
Desde el siglo XV existe una población en este lugar. El estatuto de ciudad le fue otorgado en 1777 por decreto de Catalina II convirtiéndose durante el siglo XIX en una de las ciudades más prósperas sobre el Volga. Durante la era soviética Myshkin fue reducido al rango de poblado, pero desde 1991 volvió a ser catalogada como ciudad.
La ciudad atrae un gran número de turistas, que normalmente llegan por barcos cruceros. Myshkin ha mantenido sus características arquitecturales de la Rusia del siglo XIX. Entre sus atractivos se encuentra el museo del ratón (el nombre de la ciudad deriva de la palabra ratón, mysh o "мышь" en ruso). También están el Museo del Válenki (válenki son botas rusas acolchadas), el museo etnográfico, galerías de arte y otros puntos de atracción.